# Carl-Johan Clemedson
Carl-Johan Clemedson, född 30 april 1918 i Toresunds församling, Södermanlands län, död 5 juni 1990 i Danderyd, var en svensk läkare och forskare som var verksam vid Försvarets forskningsanstalt (FOA) och inom Svenska försvaret.
Clemedson forskade om den medicinska verkan av, och skydd mot, olika typer av vapen, både konventionella vapen och massförstörelsevapen. Han disputerade 1949 vid Uppsala universitet på avhandlingen An experimental study on air blast injuries och blev samma år laborator vid FOA, där han och verkade som chef för den försvarsmedicinska avdelningen. Han medverkade under 1950-talet i flera böcker och rapporter inom ämnesområdet verkan av massförstörelsevapen, som bland annat gavs ut för att öka kunskapen inom det svenska försvaret.
År 1964 blev Clemedson generalläkare i det svenska försvaret och chef för Försvarets sjukvårdsstyrelse. Han var också ledamot av Krigsvetenskapsakademin och Vetenskapsakademien.
Clemedson gav även ut den populärvetenskapliga boken Människan i rymden (1961), flera medicinhistoriska skrifter och flera botaniska skrifter, dels om lokaler i Södermanland och dels om historiska teman. Under åren 1972–1979 var han ordförande i Svenska Linnésällskapet.
Carl-Johan Clemedson är begravd på Djursholms begravningsplats.